# Srednji Del
Srednji Del (Servisch cyrillisch Средњи Дел) is een plaats in de Servische gemeente Vranje. De plaats telt 90 inwoners (2002).